# Philine sagra
Philine sagra is een slakkensoort uit de familie van de Philinidae. De wetenschappelijke naam van de soort werd voor het eerst geldig gepubliceerd in 1841 door Alcide d'Orbigny.